# 361

## Починали
- 3 ноември – Констанций II, Римски император